# Eleição para prefeito de Chicago em 2011

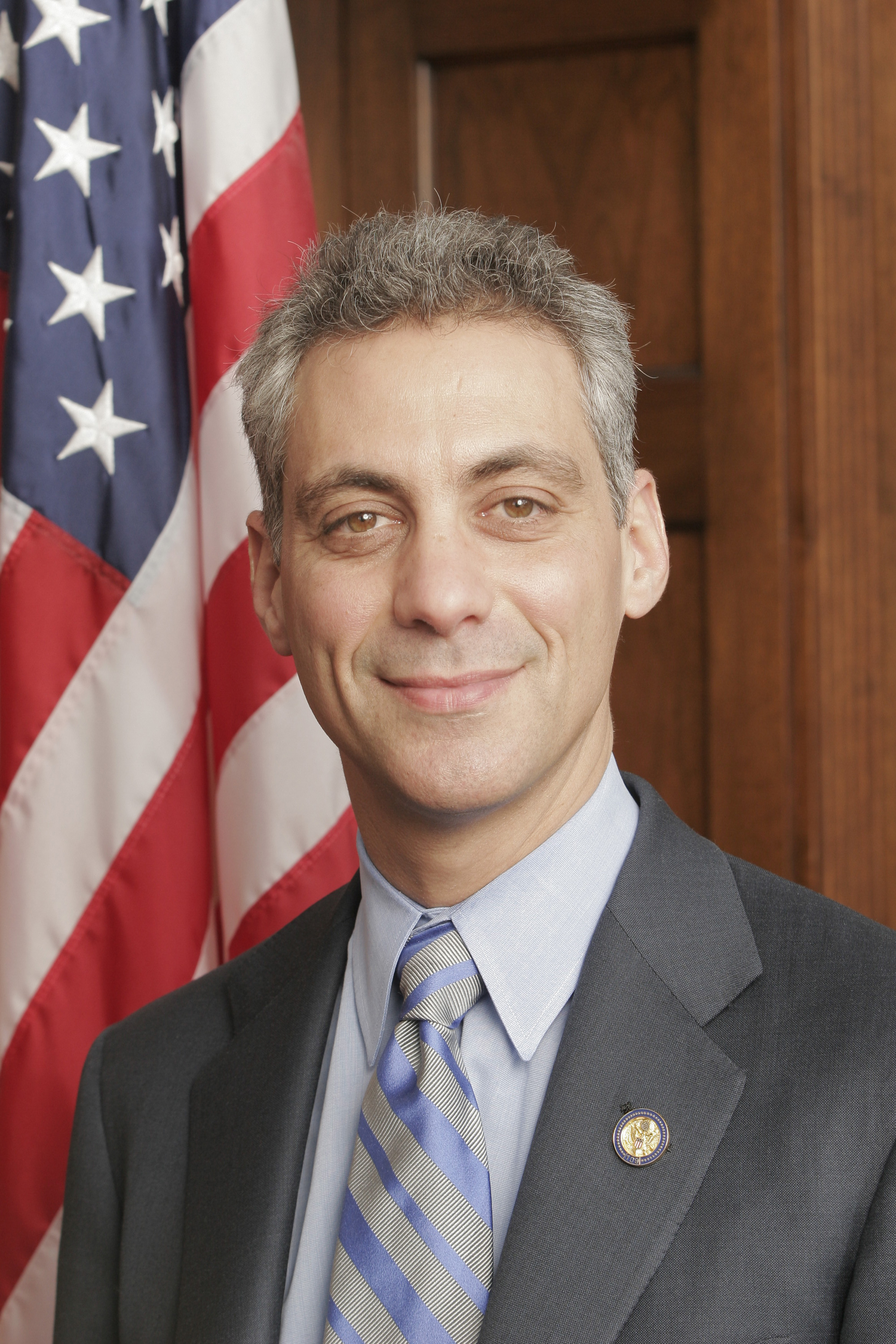
Em 22 de fevereiro de 2011 Chicago escolheu seu novo prefeito: Rahm Emanuel

A eleição para prefeito no município norte-americano de Chicago em 2011 foi realizada em 22 de fevereiro de 2011 que permitiu ao município escolher o 55º prefeito e autoridades municipais, é a primeira vez desde 1989 que Richard M. Daley não concorre ao cargo.
O vencedor com 55% dos votos foi Rahm Emanuel que assume em 16 de maio de 2011.

## O Prefeito de Chicago
- Richard M. Daley prefeito de chicago desde 1989, anunciou em outubro de 2010 que não iria se candidatar a reeleição.[3]

### Candidatos
- Rahm Emanuel, foi secretário geral da Casa Branca entre 2009 a 2010, foi representante do Illinois entre 2003 a 2009.
- Carol Moseley-Braun, foi senadora do Illinois 1992 a 1998 e embaixadora dos Estados Unidos para a Nova Zelandia entre 1999 a 2001.
- Gery Chico, foi chefe do gabinete do prefeito Richard M. Daley e presidente da Universidade de Chicago, foi candidato a nomeção democrata para o senado em 2004.
- Miguel Del Valle, atual city clark de Chicago, foi senador estadual do Illinois.
- Patricia Van Pelt-Watkins
- William "Dock" Walls III
  - Outros 20 candidatos foram considerados inelegíveis pelo Chicago Board of Commissioners Eleitoral.

### Resultados
| Eleição para prefeito de Chicago em 2011 | Eleição para prefeito de Chicago em 2011 | Eleição para prefeito de Chicago em 2011 | Eleição para prefeito de Chicago em 2011 | Eleição para prefeito de Chicago em 2011 | Eleição para prefeito de Chicago em 2011 |
| Partido                                  | Partido                                  | Candidato                                | Votos                                    | %                                        |                                          |
| Apartidário                              | Apartidário                              | Rahm Emanuel                             | 323.546                                  | 55%                                      |                                          |
| Apartidário                              | Apartidário                              | Gery Chico                               | 140.362                                  | 24%                                      |                                          |
| Apartidário                              | Apartidário                              | Miguel del Valle                         | 54.342                                   | 9%                                       |                                          |
| Apartidário                              | Apartidário                              | Carol Moseley Braun                      | 52.483                                   | 9%                                       |                                          |
| Apartidário                              | Apartidário                              | Patricia Van Pelt Watkins                | 9.604                                    | 2%                                       |                                          |
| Apartidário                              | Apartidário                              | William "Dock" Walls III                 | 5.291                                    | 1%                                       |                                          |
| ---------------------------------------- | ---------------------------------------- | ---------------------------------------- | ---------------------------------------- | ---------------------------------------- | ---------------------------------------- |